# Disco 91
Disco 91 var en närradiostation i Stockholm grundad 1979 av skivvändarna Jocke B och Mangan S. Stationen sände på två frekvenser i Stockholm, 88.0 MHz, under namnet Disco 88 och 91.1 MHz under namnet Disco 91. Tillsammans med FMAK och MRS-Radio var detta det hippaste man kunde lyssna på i Stockholm tidigt 80-tal. De spelade något så ovanligt för tiden som dansorienterad soul, funk och discomusik, stilar som annars endast gick att höra på diskotekens dansgolv då Sveriges radio nästan helt negligerade musiken.
Under 80-talets andra hälft omvandlades Disco 91 till Studio 102, och flyttade till den nya frekvensen 102.2 MHz över Järfälla-sändaren, som mer riktade in sig på europeisk musik i stället för den tidigare näst intill helt dominerande USA-importerade dansmusiken. Studio 102 ersattes sedan av den nya stationen HIT FM år 1988. Med sitt klubborienterade dansformat har denna Stockholmsbaserade station bidragit till en stor förändring av musikutbudet för svensk radio. I dag återfinns denna typ av musik även på mainstream-stationerna. HIT FM fortsätter att utveckla formatet och kännetecknas av sitt karaktäristiska sätt att mixa ihop låtar. Stationen var en av de första i Sverige att ta steget ut på nätet och kan sedan lång tid tillbaka också höras online. 